# Lost in Blue 2
 (avril 2020).
Si vous disposez d'ouvrages ou d'articles de référence ou si vous connaissez des sites web de qualité traitant du thème abordé ici, merci de compléter l'article en donnant les références utiles à sa vérifiabilité et en les liant à la section « Notes et références ».
Lost in Blue 2 est un jeu vidéo développé par Matrix Software et édité par Konami, sorti sur Nintendo DS en 2007. Ce jeu d'aventure plonge le joueur dans un périple qui mélange survie, aventure et mystère.
Contrairement au premier volet de la série, Lost in Blue, le joueur peut, dès le début du jeu, choisir d'incarner une fille plutôt qu'un garçon. Leurs aventures sont identiques, il n'y a que quelques spécificités de gameplay.

## Histoire
Un personnage participant à un voyage scolaire et qui, à la suite d'un naufrage, se retrouve échoué sur une île a priori déserte ; il rencontre, allongé sur la plage, un compagnon d'infortune, naufragé lui aussi du même bateau. Dans les premiers jours sur l'île le héros doit apprendre les rudiments de la survie en milieu hostile avec de maigres ressources comme des noix de coco. Heureusement il découvre une grotte qui lui sert de repère pour de nombreuses activités, et notamment pour y faire du feu et dormir. Une fois les lieux apprivoisés, il va falloir découvrir le reste de l'île et faire preuve de courage en se lançant dans l'inconnu. Pour l'y aider dans cette aventure, son compagnon peut aller chercher du bois ou bien préparer à manger.
Les deux héros doivent s'entraider et apprendre à survivre en construisant des meubles et des armes rudimentaires pour chasser et pêcher dans le but de trouver un moyen de s'échapper de l'île. Certains endroits ne sont accessibles que lorsque les 2 personnages collaborent.

### Version garçon
Le garçon est un jeune étudiant de 18 ans nommé Jack. En dehors de l'école, il fait partie d'un club d'escalade où il a appris les rudiments de la survie.
Jack a une âme d'aventurier et un caractère fonceur, qui lui jouera parfois des tours.

### Version fille
La fille est une jeune étudiante de 18 ans nommée Amy. En dehors de l'école, elle fait partie d'un club de tir à l'arc.
Amy a un tempérament calme et posé, elle réfléchit avant de prendre une décision et d'agir.

## Système de jeu
Lost in blue 2 utilise les particularités de la console: l'écran tactile permet de fouiller le sable, piquer les poissons pour les harponner, souffler sur le micro pour attiser le feu. La plupart des activités comme fouiller le sol, chasser, pêcher, font basculer la vue à la première personne, renforçant ainsi l'immersion. Il faut alors généralement utiliser le stylet pour pouvoir jouer à ces mini-jeux mais l'utilisation des boutons et de la manette est souvent possible.
Le jeu débute avec une séquence d'images représentant un naufrage. Il est demandé au joueur de chercher un objet parmi trois endroits de la pièce. A priori, si le joueur choisit « le bon endroit » généré de manière aléatoire, on peut commencer l'aventure avec une bouteille. Bien que l'interface du jeu soit totalement en français, les personnages parlent en anglais.
Les spécificités de l'aventure avec l'héroïne sont faibles. Lorsqu'elle est de incarnée, la fille ne peut monter les « marches » qu'une par une alors que le garçon peut monter deux marches d'un coup. La fille semble également être plus adroite au tir à l'arc même si la différence n'est pas flagrante. Ces différences sont justifiées par l'histoire des personnages. Certaines recettes ne sont réalisables que par la fille et d'autres seulement par le garçon.
Au début du jeu, le joueur contrôle le personnage à la troisième personne. Il est alors possible de ramasser des aliments puis plus tard de pêcher et de chasser pour sa survie et celle de son compagnon. Parallèlement il faut créer des objets et explorer l'île pour faire avancer l'histoire. Un album indique tous les objets rencontrés ou ramassés, l'un des objectifs (non obligatoire) est de compléter cet album. Certains animaux nécessitent un piège pour être capturés, d'autres se font abattre par une seule flèche, d'autres par la lance, enfin certains peuvent être domestiqués.
Il y a plusieurs énigmes, dont certaines nécessitent la participation des deux personnages en même temps. 
Différents animaux, poissons et fruits à obtenir sont ensuite stockés dans un album, qui s'enrichit donc au fur et à mesure de l'aventure, consultable à loisir.
Le joueur a des contraintes reposant sur la gestion de 4 jauges.
- La jauge d'énergie : se remplie en dormant ou par des haltes faites ailleurs. Elle décroît avec le temps. Elle diminue de 1 % à chaque action physique du personnage (monter ou descendre d'une marche (plate-forme), sauter, courir). La diminution est plus rapide quand la jauge de faim est à 0 %.

- La jauge de faim : se remplie en consommant des aliments ramassées (comme des plantes) et des aliments péchés ou chassés (comme des animaux) à condition que la jauge de soif ne soit pas à 0 %. Certains aliments doivent être cuisinés pour pouvoir être consommés. Elle décroît avec le temps

- La jauge d'hydratation : se remplie en buvant de l'eau douce. Il est possible d'utiliser à certains endroits les basses rives de rivières ou de lac pour boire. Dans le même temps, transporter des bouteilles sur soi permet de les remplir au même moment. Une bouteille convient pour la moitié de jauge et peut être utilisée n'importe quand. La jauge d'hydratation décroît avec le temps.

- La jauge de vie : c'est la jauge la plus importante, quand elle atteint 0 % le jeu est terminé (quel que soit le personnage, celui avec lequel on joue ou non). Elle décroît lorsque la jauge d'énergie et/ou d'eau est à 0 %. L'effet s'accentue quand les 2 jauges mentionnées précédemment sont à 0 % simultanément.

Le jeu propose plusieurs fins possibles, bonnes ou mauvaises.
De plus, l'aspect relationnel est important car il permet de faire changer la dernière séquence de la fin du jeu.

## Multijoueur
Le jeu propose pour la première fois de jouer en multijoueur, de deux à quatre personnes avec une seule cartouche. Le multijoueur appelé dans le jeu « Survie multiple » consiste à reprendre trois mini-jeux présents dans l'aventure (allumer un feu, pêcher au harpon un poisson et traire une chèvre).
En 30, 60 ou 90 secondes les participants doivent remporter le plus de points possibles en réussissant les actions demandées. Le joueur remportant le plus de points dans le temps imparti remporte la partie.